# Ungkyrkorörelsen
Ungkyrkorörelsen, ibland kallad Uppsalateologin, var en nationellt inriktad väckelserörelse inom Svenska kyrkan under början av 1900-talet. 
Rörelsen utgick från Uppsala och Uppsala Kristliga Studentförbund (grundat 1901) under medverkan av ärkebiskop Nathan Söderblom, biskop Einar Billing, biskop J.A. Eklund och uppsalastudenten Manfred Björkquist. 
Åren 1909–1911 genomförde Ungkyrkorörelsen så kallade "studentkorståg" i många av Sveriges församlingar och Folkets Hus-lokaler under parollen "Sveriges folk - ett Guds folk". Mottot representerande folkkyrkotanken, det vill säga att kyrkan har en kallelse att förverkliga Kristi evangelium hos hela svenska folket, dvs "förmedla syndernas förlåtelse till Sveriges folk, tron på den levande Guden, historiens levande Gud", som det uttrycktes då. Denna nya typ orientering i kyrkans historia och fokus på personliga tolkningen av kristendom kom att kallas för "Uppsalateologi", på grund av dess direkta relation till Uppsala Kristliga Studentförbund och ungkyrkorörelsen.
För Manfred Björkquist var styrkan i den breda och svala folkkyrkan just att den inte var en ”sektkyrka” utan att den kunde erbjuda utrymme för en mängd olika fromhetsriktningar, till skillnad från de separatistiska frikyrkorna:
”Kyrkan skall ge rum åt den individualistiska typen, som kväljes av varm bönhusluft. Och sådan är kyrkans sköna gudstjänst under de höga valven, att ensittaren där kan vara ensam med sin Gud och ändå bäras af en församling. I kyrkans gudstjänst, där den rätt firas, råder kysk gemensamhet och varm ensamhet. Därför hava väl ock individualisterna känt sig hemma i kyrkans gudstjänstliv.”
År 1909 grundades tidskriften Vår Lösen, vars redaktör Manfred Björkquist var 1909–1926, och 1917 skapades Sigtunastiftelsen som en hemvist för rörelsen.
Ungkyrkorörelsen fick stor betydelse för teologins och det kyrkliga livets förnyelse i Sverige under den första halvan av 1900-talet. 
Psalmerna Vår Gud är oss en väldig borg, och särskilt Fädernas kyrka, är psalmer som ofta förknippas med rörelsen.